# جو ميلر (لاعب كرة قاعدة أمريكي)
جو ميلر (بالإنجليزية: Joe Miller)‏ هو لاعب كرة قاعدة أمريكي، ولد في 24 يوليو 1850، وتوفي في 28 أغسطس 1891 في وايت بير ليك في الولايات المتحدة.

## وصلات خارجية
- جو ميلر على موقعبيزبول رفرنس.كوم (الدوري الرئيسي) (الإنجليزية)
- جو ميلر على موقعبيزبول رفرنس.كوم (الدوري الثانوي) (الإنجليزية)